# 2ちゃんねるニュース速報+ナビ
2ちゃんねるニュース速報+ナビ（2ちゃんねるにゅーすそくほうぷらすなび、2NN+）は、2ちゃんねる掲示板内のニュースカテゴリを自動分析し、書き込み数などに基づいて記事ランクを提供しているウェブサイトである。モッドワークス株式会社の中島竜馬が個人で開発と運営を行っている。

## 歴史
- 2003年12月31日 2ちゃんねるニュース速報+板1板のデータを解析するサイトとして公開。
- 2004年9月17日  バージョン2が公開。ニュース速報+板以外の5板が加わった。
- 2005年5月11日  バージョン3が公開。特報級のニュースを通知する祭メール配信機能などが加わる。
- 2006年1月24日  2ちゃんねるの公式メニューに登録される。
- 2006年5月27日  バージョン4が公開。データ解析板が計9板となり、トップページのユーザカスタマイズなどができるようになった。